# Ordem Executiva 14071
A Ordem Executiva 14071, oficialmente intitulada Proibindo Novos Investimentos e Certos Serviços à Federação Russa em Resposta à Continuada Agressão da Federação Russa, foi assinada em 6 de abril de 2022 e é a 87ª ordem executiva assinada pelo presidente dos Estados Unidos, Joe Biden. O objetivo da ordem é restringir investimentos e certos serviços na Federação Russa devido à sua violência incessante contra a Ucrânia.

## Disposições
A ordem proíbe todos os novos investimentos na Rússia por americanos, independentemente de onde eles estejam baseados. Embora o Presidente Biden não defina o termo "investimento" na ordem, a OFAC interpretou-o de forma ampla em contextos anteriores para abranger qualquer transação envolvendo uma promessa ou transferência de dinheiro ou outros ativos, ou um empréstimo ou outra extensão de crédito a uma empresa. Empréstimos, extensões de crédito, assunções ou garantias, descobertos, swaps de moeda, compras de títulos de dívida, compras de empréstimos, vendas de ativos financeiros sujeitos a um acordo de recompra, renovações ou refinanciamentos nos quais fundos ou créditos são transferidos ou estendidos a um mutuário ou recebedor, emissão de cartas de crédito standby e saques em linhas de crédito existentes são todos exemplos disso.
A OFAC já considerou o atraso nos pagamentos por bens e serviços como uma extensão de crédito. Essa medida amplia as limitações anteriores sobre novos investimentos na indústria de energia da Rússia ao proibir todos os novos investimentos na Rússia, independentemente do setor. Novos investimentos agora são proibidos em todos os setores de negócios russos, de acordo com um comunicado de imprensa da Casa Branca, a fim de garantir que o êxodo da Rússia pelo setor privado continue. Apesar do fato de a Ordem se aplicar apenas a "novos" investimentos, as partes com negócios existentes na Rússia devem exercer vigilância para garantir que qualquer atividade ligada a investimentos anteriores não se qualifique como "novos" investimentos para os propósitos da ação.